# Étampes-sur-Marne
Étampes-sur-Marne é uma comuna francesa na região administrativa de Altos da França, no departamento de Aisne. Estende-se por uma área de 2,24 km². Em 2010 a comuna tinha 1 306 habitantes (densidade: 583 hab./km²).